# Dongting Hu
Dongting Hu (chiń. 洞庭湖; pinyin Dòngtíng Hú; Wade-Giles Tung-t’ing Hu) – jezioro na południowym wschodzie Chin w prowincji Hunan na Nizinie Cianghańskiej (część Niziny Środkowego i Dolnego Jangcy). Drugi co do wielkości zbiornik słodkowodny Chin, dawniej o powierzchni 3900 km² i głębokości do 31 m. Leży na wysokości 34,5 m n.p.m.

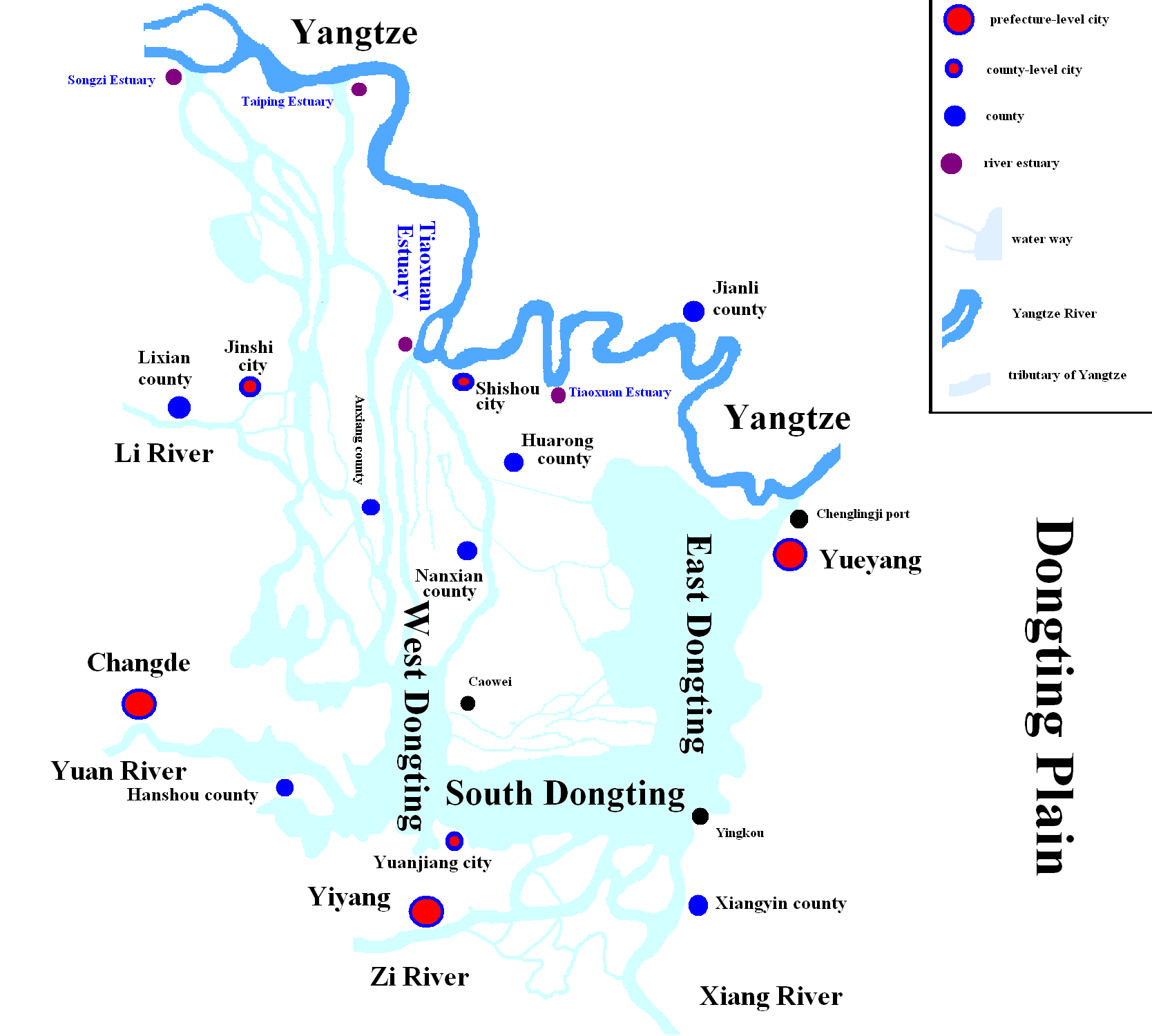
Dongting Hu i uchodzące do niego rzeki

Dongting Hu jest naturalnym zbiornikiem retencyjnym, który zapobiega wylewaniu wpadających do niego rzek, w tym największej: Jangcy.
Jezioro w przeszłości znajdowało się w obrębie wielkiej krainy bagien zwanej Yunmong. Kiedyś jezioro było znacznie większe i było największym jeziorem słodkowodnym Chin. Stopniowo zaczęło się kurczyć w wyniku zasypywania osadami rzecznymi, a proces ten znacząco przyśpieszył od 1949 r. w wyniku wzrostu melioracji bagien Yunmong i ich osuszania pod pola uprawne – od tego czasu region jeziora nawiedzają powodzie. Największa w 1998, po której rząd Chin rozpoczął akcję "ziarno za wodę", polegającej na przenoszeniu upraw w inne rejony, dzięki tej akcji jezioro powiększyło się o 20%.
Jezioro kurczy się bardzo szybko. W 1949 miało powierzchnię 4350 km², a w 1976 już tylko 1840 km². We wrześniu 2009 roku miało 1338,57 km², w połowie października jego powierzchnia zmniejszyła się o około 40% do 537,84 km². Od 2001 roku powierzchnia zbiornika zmniejsza się o około 16 km² rocznie. W latach 70. przy powierzchni 2820 km² miało głębokość 31 m.